# Werbołozy
Werbołozy (ukr. Верболози) – wieś na Ukrainie, w obwodzie winnickim, w rejonie chmielnickim, w hromadzie Hłuchiwci. W 2001 liczyła 459 mieszkańców, spośród których 455 wskazało jako ojczysty język ukraiński, 3 rosyjski, a 1 rumuński